# Amici per sempre (How I Met Your Mother)
Amici per sempre (Last Forever) è il finale diviso in due parti della sitcom americana How I Met Your Mother. Scritto dai creatori della serie Carter Bays e Craig Thomas e diretto da Pamela Fryman, è anche il finale in due parti della nona stagione della serie. Negli Stati Uniti è stato messo in onda il 31 marzo 2014 su CBS ed è stato visto da 13,13 milioni di spettatori.
Entrambe le parti hanno ricevuto un'accoglienza mista dalla critica e dal pubblico; in particolare, sono state rivolte critiche estremamente negative riguardo al destino del personaggio titolare della serie e alla risoluzione del rapporto tra Ted e Robin. Diversi spettatori hanno contestato l'episodio ritenendo rendesse inutile l'intera stagione, nonostante alcuni abbiano rivolto lodi alla gestione delle questioni rimaste in sospeso. Successivamente, è stato diffuso un finale alternativo.

## Trama

### Prima parte
In un flashback del settembre 2005, Ted, Marshall, Lily e Barney danno ufficialmente il benvenuto a Robin nel loro gruppo. Lily ritiene che Ted e Barney non possono semplicemente fare amicizia con Robin a meno che non la sposino e Barney la deride.
Nel maggio 2013, Ted discute del suo trasferimento a Chicago con Marshall e Lily al ricevimento di nozze di Barney e Robin. Intanto, Barney riconosce nella bassista del gruppo che sta suonando (ovvero la madre) la donna che lo aveva incoraggiato a seguire i suoi sentimenti per Robin. Cerca quindi di presentarla a Ted, che però rifiuta l'incontro. Il gruppo saluta tristemente Ted, che si reca alla stazione ferroviaria di Farhampton sotto la pioggia. Qui conduce con un'anziana signora un dialogo sul destino, finché i due non notano la madre in piedi, che attende il treno. L'anziana signora incita Ted a parlarle, sebbene lui insista di non potere, dato il suo trasferimento imminente. La sera seguente, Lily e Marshall rimangono sorpresi nell'essere raggiunti da Ted al loro tavolo da MacLaren's. Lui rivela loro di aver conosciuto una donna e, nel sentire che è la bassista del matrimonio, entrambi gli amici danno la loro approvazione.
Nel 2015, Ted, ora fidanzato, incontra Robin e Barney da MacLaren's per discutere del matrimonio. Mentre Robin va a comprare da bere, Barney ammette che il loro matrimonio sta risentendo a causa della carriera in ascesa di Robin, che le richiede di viaggiare spesso. La madre arriva e dice a Ted che devono rimandare il loro sposalizio, perché è incinta.
Nel maggio 2016, Ted e la madre organizzano un incontro con il resto del gruppo. Marshall è infelice nel suo nuovo lavoro, essendo stato costretto a tornare a fare l'avvocato aziendale. Barney e Robin rivelano di avere divorziato dopo tre anni di matrimonio. L'atmosfera viene risollevata quando Barney si rende conto che Marshall e Lily aspettano il loro terzo figlio, ma Lily è preoccupata per la rottura che il gruppo potrebbe subire. I sei promettono che saranno tutti presenti nei grandi momenti e rimarranno amici.
Nell'ottobre 2016, Marshall e Lily decidono di lasciare il loro vecchio appartamento e organizzare un'ultima festa di Halloween sul tetto. Robin è triste nel vedere Ted e la madre con abiti abbinati e che Barney è tornato ai suoi modi da donnaiolo. Decide di andarsene e confessa a Lily che non può più far parte del gruppo, in quanto soffre troppo nel vedere i comportamenti del suo ex marito e le altre due coppie felici, soprattutto considerato che ha capito di aver ancora sentimenti irrisolti per Ted. Dopo aver rassicurato Lily che rimarranno amiche, se ne va.

### Seconda parte
Nel 2018, Barney si prepara per un'altra serata al MacLaren's, anche se Ted e Lily, essendo entrambi genitori, non intendono restare fuori fino a tardi. Marshall arriva e annuncia che sostituirà un giudice in pensione nel Queens, portando gli amici a festeggiarlo. Lily rimprovera Barney per essere regredito al suo vecchio sé playboy; lui difende il suo comportamento dicendo che non potrà mai cambiare se non con Robin, quindi Lily si arrende.
Nel 2019, Ted, la madre, Marshall e Lily vannoa d assistere a "Robot contro Wrestler". Barney si presenta di umore cupo, spiegando di essere riuscito a completare un "mese perfetto" (ovvero andando a letto con una donna al giorno) utilizzando un nuovo Playbook, ma di aver messo incinta una donna. Qualche tempo dopo, Ted incontra Robin, ora una famosa giornalista, mentre lui sta mostrando a sua figlia Penny l'edificio GNB da lui progettato. Marshall, Lily e Ted si ritrovano in occasione della nascita della figlia di Barney, Ellie. Nonostante i dubbi iniziali, nel vedere per la prima volta la figlia Barney si commuove fino alle lacrime e le promette eterna devozione.
Nel 2020, a casa di Ted e della madre, Ted fa una nuova proposta di matrimonio alla madre, cinque anni dopo la prima, e decretano che si sposeranno il giovedì successivo. Prima del matrimonio, il gruppo si incontra da MacLaren's e Marshall annuncia che si candiderà alla Corte Suprema dello stato di New York. Barney vede due giovani donne al bar e le rimprovera per essersi vestite in modo inappropriato, dando prova di essere cambiato. A sorpresa si presenta Robin, che si riconcilia con gli amici, e dice a Ted che, pur avendo inizialmente rifiutato di venire, ha finito per accettare su richiesta della madre. Lily fa un brindisi, lodando Ted per tutto quello che ha passato e per il suo futuro con la neo sposa.
Ritornando al maggio 2013, Ted trova il coraggio di presentarsi alla bassista e lei lo invita sotto il suo ombrello giallo. I due iniziano una conversazione in cui lei dice a Ted che si ricorda del suo primo giorno da professore universitario e rivela che il suo nome è Tracy McConnell. Ted riconosce l'ombrello come quello che aveva lasciato per errore da Cindy, e i due si rendono conto di come si siano persi per poco incontrati molte volte nella loro vita. Con l'arrivo del treno, i due continuano a parlare.

#### Finale originale
Prima di rivelare come ha incontrato Tracy, il Ted del futuro racconta di come non abbia mai smesso di amarla, anche quando la donna si ammalò di una malattia terminale e morì nel 2024. Nel 2030, quando Ted finisce la sua storia, i suoi figli Penny e Luke deducono che il padre ha raccontato loro tutta la storia non per spiegare loro come ha conosciuto la loro madre, ma per dire indirettamente che prova ancora dei sentimenti per Robin, chiedendo la loro benedizione. I figli approvano, incitando Ted a superare la morte di Tracy essendo ormai passati anni dal suo trapasso, quindi Ted si presenta all'appartamento di Robin con in mano il corno blu francese del loro primo appuntamento. Robin, che ora si è trasferita permanentemente a New York, gli sorride, facendo intendere che i due potrebbero riaccendere una relazione.

#### Finale alternativo
Al matrimonio di Ted e della madre, Barney e Robin si fanno un cenno a vicenda, e la narrazione del Ted del futuro implica che i due torneranno insieme. Il futuro Ted racconta come, quando pensa a quanto è fortunato a svegliarsi accanto a Tracy ogni mattina, non può fare a meno di stupirsi di quanto tutto quello che ha passato sia stato facile in relazione a quello che ha ottenuto alla fine. L'episodio si conclude con l'incontro tra Ted e Tracy in stazione, con il Ted del futuro che dice la battuta "Ed ecco, ragazzi, come ho conosciuto vostra madre" (And that, kids, is how I met your mother).

## Produzione
Prima di scrivere l'episodio, Carter Bays e Craig Thomas decisero di guardare i finali di serie di altre sitcom per trarne ispirazione. Dissero di aver realizzato gli ultimi dieci minuti della serie fin dall'inizio. Nel febbraio 2014, Bays ha twittato di aver trovato una bozza del finale della serie che aveva scritto per la prima volta nel 2006.
La scena che coinvolge i futuri figli di Ted (interpretati da Lyndsy Fonseca e David Henrie) è stata girata segretamente nel 2006 durante la produzione della seconda stagione; questo perché si era previsto che i giovani attori sarebbero cresciuti troppo durante le riprese delle stagioni successive. La scena è stata girata su un set chiuso a tutti tranne a Bays, Thomas, la produttrice esecutiva/regista Pamela Fryman, un'operatrice della macchina da presa, e Fonseca e Henrie, che firmarono accordi di non divulgazione. Fonseca dichiarò di aver dimenticato i dettagli della scena negli anni trascorsi dalle riprese, mentre Henrie disse di avere qualche vago ricordo. Anche a Josh Radnor, interprete di Ted, furono raccontate alcune parti del finale fin dall'inizio, ma né lui né il resto del cast furono informati su come sarebbe finita la serie. Radnor interpreta il Ted del futuro, sebbene la sua voce fuori campo per tutta la serie sia stata di Bob Saget.Quando gli è stato chiesto se avrebbe dovuto interpretare il ruolo, Saget disse che gli sembrò appropriato fosse Radnor a farlo.
Prima della messa in onda del finale della serie, tra i fan infuriavano dibattiti riguardo al destino di Ted e della madre, alimentati da scene di Tutta una vita e altri episodi precedenti che sembravano indicare un finale tragico. 
Secondo i tweet di Alyson Hannigan (interprete di Lily), è stato necessario tagliare circa 18 minuti dell'episodio originale per adattarli al tempo di trasmissione. Una sequenza tagliata mostra Lily che ripaga Marshall per una scommessa sul fatto che Ted e Robin finiranno insieme, citata per la prima volta nell'episodio Senza fretta.  Altre scene tagliate mostrano Robin, che indossa la sua giacca di jeans da Robin Sparkles sopra l'abito da sposa, mentre canta " Let's Go to the Mall " con la band della madre al ricevimento di nozze, e un montaggio di "un secondo" che mostra le scene del funerale di Tracy. 
Un taglio alternativo del finale è apparso nel DVD della nona stagione e nel cofanetto. Non conteneva nessuna nuova ripresa filmato, ma è stato modificato in modo da cambiare il destino di Ted, Tracy e Robin. La voce fuori campo è eseguita da Saget, anziché da Radnor, ed è completamente diversa. 
Nella scena in cui Ted e Tracy si incontrano alla stazione ferroviaria di Farhampton è stata utilizzata la cover acustica di Everything but the girl della canzone di Tom Waits Downtown Train. Il supervisore musicale Andy Gowan disse che Carter Bays "fondamentalmente l'ha inserito nella sceneggiatura e ha scritto quella sceneggiatura con quella canzone in mente"; Gowan descrisse la canzone come "straziantemente bella" e ha catturato sia la parte "dolce e romantica" che la "parte cupa e oscura" della scena. 
Heaven dei Walkmen è presente nella scena finale dell'episodio. Gowan disse che "sembrava che fosse stato scritto per il nostro spettacolo". Gowan suggerì la canzone in precedenza, soprattutto per il suo uso nell'episodio C'è ancora tempo, e disse che, quando la propose per il finale della serie, "[la canzone] era proprio quella che ha risuonato di più con tutti noi". 
Paul Westerberg ha realizzato la canzone "How I Met Your Mother" che viene riprodotta nei titoli di coda. 

## Accoglienza

### Valutazioni
Secondo Nielsen Media Research, Amici per sempre è stato visto da 13,13 milioni di spettatori negli Stati Uniti e ha ricevuto una valutazione 18-49 di 5,4. È diventato il programma con il punteggio più alto della sua fascia oraria, l'episodio con il punteggio più alto della stagione, nonché l'episodio con il punteggio più alto della serie, superando l'episodio pilota.

### Accoglienza
Amici per sempre ha ricevuto una reazione polarizzante sia dalla critica che dai fan dello show, con un'accoglienza principalmente negativa.  Molti spettatori hanno espresso notevole insoddisfazione riguardo alla risoluzione della storia di Ted, alla sua relazione con Robin e al destino della madre titolare. Inoltre, è stata criticata la preparazione durata tutta la stagione del matrimonio di Barney e Robin e del loro divorzio dieci minuti dopo l'episodio successivo. I fan si sono rivolti ai social media, come Tumblr e Twitter, per esprimere il loro disappunto. Alcuni fan hanno scherzato dicendo che l'episodio doveva essere uno scherzo del primo aprile, perché è andato in onda il 31 marzo.
Alcuni fan dello show hanno chiesto alla CBS di incaricare i creatori dello show, tramite una petizione su change.org, di riscrivere e girare nuovamente il finale. Entro il 2 aprile 2014, la petizione aveva ricevuto più di 5.000 firme. Il 5 aprile 2014, Carter Bays ha annunciato su Twitter che un finale alternativo, tratto dallo stesso materiale filmato, sarebbe stato incluso nel DVD della nona stagione.
Bill Kuchman di Popculturology ha affermato che il successo di Milioti nei panni della madre ha reso difficile cancellare il personaggio così rapidamente, dicendo: "Grazie allo staff di sceneggiatori dello show e a Cristin Milioti, HIMYM ha avuto un'enorme vittoria tra le mani con la madre. Chiedere ai fan di abbandonare tutto questo con una semplice battuta sulla madre che si ammala e muore è stata una richiesta molto difficile." Kuchman ha osservato che "[nel] corso di quest'ultima stagione, HIMYM ci ha fatto interessare a Tracy. Ci ha fatto credere che lei e Ted si appartenessero. È stato guadagnato. Ecco perché è stato triste vedere HIMYM solo sfiorare Tracy da lontano."
Donna Bowman di The AV Club ha classificato l'episodio come B+, dicendo: "L'ora finale è stata una corsa strana, meravigliosa in un certo senso, confusa in altri. I finali sono difficili, e non credo che alcuna valutazione obiettiva direbbe che hanno centrato questo obiettivo". Emily VanDerWerff di The AV Club è stata più schietta nel dire che "Bays e Thomas sembrano semplicemente dei pessimi pianificatori a lungo termine, incapaci di capire che coinvolgere il pubblico così tanto nell'accoppiamento Barney e Robin o in Tracy come personaggio avrebbe significato rendere tutto ancora più difficile quando il finale della serie dissolve improvvisamente il primo e tratta la morte della seconda come un inciso nella narrazione. Il fatto che lo show non sembri mai suggerire che Ted stesse piangendo per lei, sembra un tradimento vitale del suo personaggio.
Alan Sepinwall di HitFix citò tre ragioni per cui Bays e Thomas non avrebbero dovuto restare fedeli al finale che avevano originariamente immaginato all'inizio: la lunga durata dello spettacolo li ha costretti a prolungare eventi come il matrimonio di Barney e Robin, che avrebbero dovuto essere annullati rapidamente in il finale; l'alchimia tra Cobie Smulders e Neil Patrick Harris ha fatto sì che molti fan si interessassero profondamente alla relazione tra Robin e Barney, più che a quella tra Robin e Ted; e il casting di Cristin Milioti nei panni della madre ha fatto sì che i fan si interessassero al personaggio. Sepinwall affermò che "gran parte di ciò che era terribile qui era terribile perché Bays e Thomas avevano una visione molto specifica per la fine del loro spettacolo e non volevano - o forse, dopo aver filmato le reazioni dei ragazzi, non potevano - deviare da esso. E in base alla reazione iniziale che ho visto all'episodio, inasprirà per sempre l'opinione che molti fan dello show avevano riguardo allo show."
Joyce Eng di TV Guide disse che avrebbe preferito che Ted non finisse con Robin, ma "poiché considero i romantici che sono i co-creatori Carter Bays e Craig Thomas, è ovvio che renderebbero questa lunga e tortuosa storia d'amore un cerchio che si chiude, tornando alla persona con cui Ted voleva stare quando l'abbiamo incontrato. E anche la madre – scusaci, Tracy – si è riunita con il suo primo vero amore, Max". Sebbene la madre sia servita in un certo senso come un "espediente narrativo a buon mercato", Eng disse che "il tempo trascorso da Ted con lei gli ha anche insegnato che nulla dura per sempre, niente è perfetto. E ha bisogno di andare avanti con la sua vita, ma questo non lo rende rapporto con la madre meno importante, non credo che il Ted del 2005 avrebbe fatto lo stesso."
Andrew Meola di MStars ha elogiato l'episodio, dicendo: "Non potevo credere che avessero effettivamente ucciso la madre. Ma l'ho elaborato per un po', e poi ho sentito qualcosa di profondamente bello uscire da quest'ultima ora di How I Met Your Mother".
Saim Cheeda di Screen Rant è stato critico nei confronti dell'episodio, citando i punti bassi come l'inversione dello sviluppo del personaggio, il divorzio di Robin e Barney e la morte della madre. La sua valutazione è stata che "ai fan non è stato concesso alcun momento per piangere, il che ha minato l'impatto della sua scomparsa". Cheeda ritenne che Ted che utilizzava la morte della madre come dispositivo di trama per essere "lamentoso", affermando che gli spettatori "costretti a credere che Ted avrebbe usato la morte di sua moglie per giustificare l'inseguimento di" zia "Robin" era il motivo principale per cui il finale era deludente.
Negli anni successivi alla sua messa in onda, ha continuato a essere considerato uno dei peggiori finali di serie televisive, finendo, ad esempio, in cima alla lista di USA Today dei "peggiori finali di serie di tutti i tempi". Neil Patrick Harris, invece, si è definito un fan del finale.